# NGC 1007
NGC 1007 (również PGC 9967) – galaktyka soczewkowata (S0/a?) znajdująca się w gwiazdozbiorze Wieloryba. Odkrył ją Albert Marth 15 stycznia 1865 roku.